# A.C.R. Messina
Associazioni Calcio Riunite Messina SSD a rl là một câu lạc bộ bóng đá Ý có trụ sở tại Messina, Sicily.

## Lịch sử

### Bóng đá ở Messina
Nguồn gốc của đội bắt đầu từ năm 1900, khi Messina FC được thành lập trong thành phố. Câu lạc bộ đã dành phần lớn sự tồn tại của nó trong các giải bóng đá thấp hơn của Ý. Họ đã thi đấu lần cuối ở Serie B trong năm 2007-08, sau ba mùa giải liên tiếp ở Serie A. Vào tháng 7 năm 2008, Messina đã bị loại khỏi bóng đá chuyên nghiệp do vấn đề tài chính, sau đó được đăng ký vào giải nghiệp dư Serie D.
Messina đã tiến xa nhất tại Coppa Italia là vòng 16 đội. Điều này đã đạt được trong thập niên 2000. Trong quá khứ, họ cũng đã lọt vào bán kết ở Coppa Italia Serie C.
Messina đã xuất hiện ở giải đấu hàng đầu của Ý, Serie A, trong tổng cộng năm mùa. Mùa giải đầu tiên của câu lạc bộ trong giải đấu là vào những năm 1960; lần thứ hai bắt đầu trong thập niên 2000. Vị trí cao nhất họ từng hoàn thành là thứ 7, đã xảy ra trong mùa giải 2004-05.

#### Từ Messina FC đến Giostra Messina (1900 đến 1939)
Lịch sử của Câu lạc bộ bóng đá Messina bắt đầu khi Alfredo Marangolo trở lại Sicily vào tháng 8 năm 1900 từ việc học tập tại London, Anh. Ở Vương quốc Anh, trò chơi bóng đá đã nhanh chóng trở nên phổ biến với The Football League trong giai đoạn đầu.
Câu lạc bộ bóng đá Messina được Marangolo chính thức thành lập vào ngày 1 tháng 12 năm 1900  với sự giúp đỡ của người Anh giáo tôn kính " Caulifield ".
Tại trường đại học nơi Marangolo đến thăm, ông cũng đã làm quen với Ignazio Majo Pagano, người đã thành lập Anglo Palermitan (Palermo) khi trở về, chỉ một tháng trước Messina. Trận derby Sicilia đầu tiên được tổ chức giữa Messina và Palermo vào ngày 18 tháng 4 năm 1901; 1.000 người hâm mộ đã chuyển sang Via Notarbartolo cho trận đấu. Trò chơi đã kết thúc với tỷ số 3-2 về phía Palermitan.
Một mối quan hệ bền chặt và sự cạnh tranh lành mạnh đã được xây dựng giữa hai câu lạc bộ Sicilia và một cuộc thi mang tên Whitaker Challenge Cup đã được sắp xếp để họ thi đấu với nhau. Lần đầu tiên được tổ chức vào năm 1905; Messina đã thắng (3 -2) và giành được chiếc cúp đầu tiên của họ. Messina lặp lại kỳ tích năm sau tại San Ranieri, giành được chiếc cúp trong chiến thắng 2-1. 

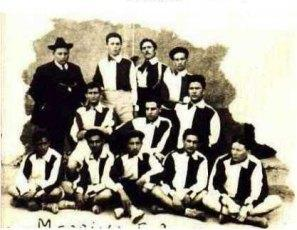
Đội hình Messina chụp ảnh từ năm 1910.

Trận động đất năm 1908, đã giết chết 60.000 người ở Messina, sau đó đã ảnh hưởng đến câu lạc bộ một cách lớn; cái chết bao gồm Charles Bousfield Huleatt, cầu thủ Frank John Carter, Walter Oates và cổ đông George H. Peirce. Bóng đá đã trở lại ở Messina vào năm sau, phần lớn là nhờ Arthur Barret Lascelles, người đã sử dụng tiền của mình để đảm bảo hoạt động bóng đá trong thành phố sẽ tiếp tục. Đến năm 1910, các quỹ của Barret đã cạn kiệt, và câu lạc bộ đã bị thu hẹp, Socà Ginnastica Garibaldi Messina (Hiệp hội Thể dục Garibaldi Messina) nhanh chóng diễn ra, cho đến khi nó bị giải thể do Chiến tranh Thế giới thứ nhất.
Sau Thế chiến thứ nhất, một câu lạc bộ dưới tên US Messinese đã được thành lập và gia nhập Coppa Federale Siciliana vào năm sau, một giải vô địch toàn Sicilia được thi đấu ở Messina, Catania và Palermo. Messina kết thúc với vị trí á quân.
Câu lạc bộ đã tham gia Giải vô địch bóng đá Ý năm 1921 -22, do CCI tổ chức, đứng thứ ba trong phần nhóm Sicilia; đây là chức vô địch đầu tiên trong đó các câu lạc bộ từ đảo tham gia. Mùa tiếp theo FIGC và CCI đã được thống nhất. Điều này trùng hợp với việc sáp nhập ở Messina, vì một mặt khác, Umberto I Messina, đã được sáp nhập vào US Messinese, và do đó, câu lạc bộ đã đổi tên thành US Messinese Umberto I vào tháng 10 năm 1922. Tháng tiếp theo, đội bóng mới này đã được hợp nhất một lần nữa, lần này là với Câu lạc bộ thể thao Messina; tạo ra câu lạc bộ bóng đá Messina. Chỉ hai năm sau, vào tháng 12 năm 1924, FC Messina đã bị rã, và các cầu thủ đã trở thành một phần của US Messinese cải cách.
Cuối cùng, Messinese đủ điều kiện tham dự vòng bán kết của Liên đoàn Quốc tế, sau khi đánh bại Palermo, 3-0, trong giải vô địch Sicilia năm 1924-25. Tại đây, Messinese thi đấu với Alba Roma, Cavese và Liberty Bari, nhưng không thể thắng dù chỉ một trận duy nhất, chỉ ghi được hai bàn sau sáu trận. Messina sẽ được thăng hạng lên Serie B cho chiến dịch 1933-34 dưới sự dẫn dắt của huấn luyện viên Francesco Lombardo và của Koenig và ở lại giải đấu trong sáu mùa. Mùa giải ở Serie B cũng đáng chú ý cho sự cạnh tranh cục bộ giữa họ và Calcio Catania. 

Đội hình cuối cùng của Messina trong những năm 1930, trong khi Oliverardo là chủ tịch.

##### Từ 1940 đến 1947
Ở Serie C, AC Messina đã bị giải thể trong năm 1940.41. Mùa giải tiếp theo, vào năm 1941-42, một câu lạc bộ tên là US Peloro 1906 đã đổi tên và trở thành US Mario Passamonte(được đặt theo tên một anh hùng đã ngã xuống của cuộc chiến ở Châu Phi). Ý tưởng là câu lạc bộ sẽ tham gia Serie C thay cho Messina. Tuy nhiên điều này đã không thành công, cho đến mùa giải tiếp theo.
Sẽ không lâu trước khi mọi hoạt động bị dừng lại trong bóng đá Ý cho Thế chiến II. Sau nhiều lần sáp nhập vào năm 1945, bao gồm một giữa US Passamonte và AP Messina, câu lạc bộ AS Messina sau đó đã nổi lên như một đại diện sau chiến tranh tại Messina. Đây không phải là một sự hợp nhất xóa bỏ quá khứ. Một số cầu thủ và quan chức đã thành lập câu lạc bộ đối thủ Giostra Messina. Cả Giostra và AS Messina đều lọt vào trận chung kết của Liên đoàn miền Nam nhưng cuối cùng đã hoàn thành ở vị trí lần lượt là thứ tư và thứ năm.

#### AC Riunite Messina
Năm 1947, hai đội AS Messina và Giostra Messina đã hợp nhất thành một câu lạc bộ Associazioni Calcio Riunite Messina, viết tắt là AC Riunite Messina.
Những năm 1950 cho Messina bắt đầu trong thời trang huy hoàng, họ đã lên ngôi vô địch Serie C dưới sự quản lý của huấn luyện viên người Nam Tư Mihalj Balačić. Messina đã không chùn bước ở Serie B. Trong mùa giải đầu tiên của họ ở giải đấu, họ đã tránh xuống hạng. Giuseppe Melazzo và Comitato Reggenza sở hữu câu lạc bộ trong giai đoạn thành công tương đối mới này. Trong mùa giải tiếp theo, Messina kết thúc ở vị trí thứ ba.
Trong suốt phần còn lại của những năm 1950, Messina vẫn ở trong giải đấu như một tổng thể hoàn thiện ở một vị trí ổn định. Goffredo Muglia tiếp quản chức chủ tịch năm 1958, để bắt đầu một kỷ nguyên hoàn toàn mới cho câu lạc bộ. Lần đầu tiên trong lịch sử của họ, Messina đã lên ngôi vô địch Serie B trong mùa giải 1962. Cuộc đua giành chức vô địch là một cuộc đua rất gần và đã đi đến ngày cuối cùng của mùa giải, với Messina kết thúc xếp trên cả Bari và Lazio.
Trong mùa giải đầu tiên của họ ở Serie A, các cầu thủ Messina bao gồm; Morelli, Brambilla, Stucchi, Pagani, Dotti, Peru Benitez, Ghelfi, Fascetti, Morbello, Canuti và Clerici. Trận đấu đầu tiên của Messina tại Serie A diễn ra vào ngày 15 tháng 9 năm 1963. Nó kết thúc với thất bại 3-1 trước Sampdoria tại Stadio Luigi Ferraris. Nhìn chung, phần đầu tiên của mùa giải không thành công. Họ chỉ thắng được hai trận, nhưng họ đã xoay xở được trong nửa sau của mùa giải với 7 chiến thắng, đánh bại Juventus (1-0), Fiorentina (1-0) và Sampdoria (4-3). Sự thăng tiến với các chiến thắng trong phần sau của mùa giải đã giúp họ trụ hạng, kết thúc ở vị trí thứ 14.
Mùa giải tiếp theo cho câu lạc bộ ở Serie A sẽ không may mắn như vậy. Họ đã xuống hạng ở vị trí thứ 17. Một số điểm đáng chú ý của mùa giải bao gồm chiến thắng 1-0 trước Roma tại Sân vận động Olimpico. Một đội từ Rome cũng là nạn nhân trước kết quả ấn tượng nhất khác của Messina trong mùa giải. Họ làm choáng váng Lazio, đánh bại họ, 4-0, vào ngày cuối cùng của mùa giải.
Đội bóng Sicilia không thể bật thẳng trở lại Serie A, và trên thực tế, sau khi mùa giải thứ ba của họ trở lại Serie B đã xuống hạng. Sau một vài mùa giải kết thúc trong và xung quanh 10 vị trí hàng đầu của Serie C, Messina đã xuống hạng Serie D trong mùa giải 1972-73. Câu lạc bộ đã xoay xở để trở lại, giành chức vô địch Serie D và đạt được sự thăng hạng trở lại C. Sau một vài mùa giải tốt ở nửa trên của bảng xếp hạng, sự xuống hạng lại tấn công Messina. Vào mùa 1979, Serie C2 được thành lập và Messina được tham gia vào.
Đến năm 1983, Messina là nhà vô địch của Serie C2 và có một ngôi sao tương lai trong hàng ngũ của họ là Salvatore Schillaci. Câu lạc bộ, bây giờ đã đi đúng hướng, đã tiến gần đến việc thăng hạng Serie B vào năm 1985 với vị trí thứ ba chỉ sau Palermo, và giành được Serie C1 và tự mình thăng hạng trở lại Serie B mùa sau.
Thời gian ở Serie B trong những năm 1980, là một điều dễ chịu cho phía Sicilia. Họ kết thúc ở vị trí thứ bảy và thứ tám. Năm 1989, Schillaci đã bị bán cho gã khổng lồ Juventus của Torino, và chỉ ba mùa sau khi Schillaci rời đi, Messina mất vị trí ở Serie B và bị rớt xuống C1 và sau đó rơi vào rắc rối. Câu lạc bộ đã kết thúc thứ 12 tại Serie C1 trong mùa 1992-93, nhưng do khó khăn tài chính, FIGC đã hủy bỏ tất cả các hoạt động bóng đá chuyên nghiệp tại Messina.
Năm 1993, đội được đưa vào Promozione Sicilia, và vào năm 1994, đội đã được nhận vào Sicilia Eccellenza. Trong giải đấu này, câu lạc bộ đã chơi cho đến năm 1998, khi theo sau sự xuống hạng ở Sicilian Promozione, đội đã bị giải thể.

#### A.S. Messina
Quyết định được cho là bất công bởi câu lạc bộ và người hâm mộ, với Messina bị ném vào vực thẳm bóng đá chưa từng được biết đến trước đây. Vào mùa hè năm 1993, AS Messina được thành lập cùng với chủ tịch Pietro La Malfa, bắt đầu từ giải vô địch quốc gia nghiệp dư (CND) với mục tiêu đưa giallorossi trở lại với bóng đá chuyên nghiệp.
Họ đã chơi ở Campionato Nazionale Dilettanti trong bốn mùa, hoàn thành trong ba vị trí đầu tiên, nhưng trong mùa 1996-97, họ được xếp hạng cuối cùng và xuống hạng ở giải đấu Eccellenza của Sicilia.
Trong mùa giải 1998-99, họ bị xuống hạng ở Sicily Promozione và bị giải thể.

#### Từ Mỹ Peloro đến FC Messina Peloro
Vào mùa hè năm 1994, sau khi sáp nhập Villafranca và Tremestieri, US Peloro được thành lập. Đội đã chơi hai mùa ở Eccellenza Sicily, và vào năm 1996, nó được thăng hạng lên Campionato Nazionale Dilettanti (Serie D). Sau đó, vào mùa giải 1996, câu lạc bộ đã chơi trong cùng một giải đấu với đội khác của thị trấn, AS Messina, nơi nó được xếp hạng 6.
Vào tháng 7 năm 1997, câu lạc bộ đổi tên thành Câu lạc bộ bóng đá Messina Peloro. Trong một vài mùa ngắn ngủi, câu lạc bộ đã mở rộng hệ thống giải đấu của Ý, từ Campionato Nazionale Dilettanti trong mùa giải 1997-98, Messina được thăng hạng Serie C2 với tư cách là nhà vô địch. Được thăng hạng lên Serie C1 năm 2000, họ ngay lập tức xoay xở để chiến đấu hết mình cho một vị trí thăng hạng trở lại Serie B, giành chiến thắng thăng hạng trước Calcio Catania sau trận play-off. Trong chưa đầy một thập kỷ, dưới thời chủ tịch của Aliotta, Messina đã trèo lên khỏi vực thẳm và trở lại phần trên của hệ thống giải đấu Ý.
Sau hai mùa ở Serie B, dưới triều đại của doanh nhân địa phương Pietro Franza, và trong 2003-04, đội bóng Sicilia đã đạt thăng hạng trở lại Serie A dưới thời HLV Bortolo Mutti. Câu lạc bộ đã không xuất hiện trong giải đấu hàng đầu của Ý kể từ năm 1965, tổng cộng bốn mươi năm.
Sau khi bị đánh giá là kẻ thua cuộc ở Serie A mùa 2004-05, Messina đã gây bất ngờ cho những người nghi ngờ bằng cách tạo ra một số kết quả tốt bao gồm đánh bại cả hai câu lạc bộ Milan, đánh bại AC Milan trước tại San Siro 2-1,, và sau đó là mùa này cũng với Internazionale, lần này là ở sân nhà, lần đầu tiên trong lịch sử của họ; bàn thắng đã được Rafael ghi ở phút thứ ba của những phút bù giờ.
Messina đã cố gắng tránh khỏi sự xuống hạng trong suốt cả mùa giải, và cuối cùng kết thúc ở vị trí thứ bảy trong bảng, chỉ là một nơi duy nhất để đảm bảo một vị trí tham gia UEFA Cup. Cũng trong giai đoạn này, lần đầu tiên trong lịch sử câu lạc bộ, cầu thủ Messina được gọi vào đội tuyển bóng đá quốc gia Ý: đầu tiên là Alessandro Parisi vào năm 2004, sau đó là Carmine Coppola vào năm 2005, người được azzurri triệu tập hai lần.
Bất chấp phong độ ấn tượng này, Messina vẫn có nguy cơ bị rớt khỏi Serie A vào cuối mùa giải, do khả năng không có đủ tài chính để cạnh tranh trong giải đấu. Cuối cùng, họ đã thành công ở lại giải đấu Serie A. Trong mùa giải 2005-06, Messina đã không thể lặp lại mùa giải ấn tượng trước đó, dẫn đến việc sa thải Mutti, người được thay thế bởi Giampiero Ventura. Bất chấp tất cả, họ trông như bị rớt hạng về mặt toán học khỏi giải đấu hàng đầu sau Vòng 36. thua trận derby với Reggina, 3-0. Tuy nhiên, do vụ bê bối Serie A năm 2006, Messina đã tránh xuống hạng với Serie B dù đã kết thúc thứ 18.
Messina bắt đầu mùa giải 2006-07 với Bruno Giordano làm huấn luyện viên trưởng; tuy nhiên, ông đã được thay thế vào ngày 30 tháng 1 năm 2007, bởi Alberto Cavasin vì kết quả kém. Vào ngày 2 tháng 4, sau thất bại 2-0 trước Cagliari, một đội khác tham gia trận chiến để tránh xuống hạng, Cavasin đã bị sa thải, và Giordano được triệu hồi để lấp đầy vị trí huấn luyện. Kỷ lục của Giordano thậm chí còn tồi tệ hơn trong lần thứ hai tại Messina, với bốn thất bại trong bốn trận đấu. Với Messina đứng thứ hai cuối cùng trong bảng khi giải chỉ còn năm trận đấu trước khi kết thúc mùa giải, Giordano đã bị sa thải một lần nữa vào ngày 23 tháng 4, và được thay thế bởi Bruno Bolchi. Messina đã xuống hạng vào cuối mùa giải.
Sau một mùa giải Serie B yên tĩnh trong năm 2007-08, trong Chủ tịch Messina tháng 7 năm 2008 Pietro Franza bố ông không tìm thấy bất kỳ nhà đầu tư sẵn sàng để tiếp nhận câu lạc bộ và rằng ông đã được kết quả là bỏ Serie B, tuyên bố rằng ông sẽ mong để vào câu lạc bộ vào một giải đấu nghiệp dư. Vào ngày 1 tháng 8, đã xác nhận rằng Messina đã được nhận vào Serie D. Vào tháng 11 năm 2008, Tòa án Messina tuyên bố câu lạc bộ bị phá sản và chỉ định một người ủy thác để bắt đầu tìm kiếm các nhà đầu tư tiềm năng.

#### AC Rinascita Messina
Vào tháng 3 năm 2009, doanh nhân Alfredo Di Lullo có trụ sở tại Rome đã mua lại Câu lạc bộ bóng đá Messina Peloro trong một cuộc đấu giá mù do Tòa án Messina tổ chức vào tháng 4 năm 2009. Câu lạc bộ được đổi tên thành AC Rinascita Messina (rinascita có nghĩa là "hồi sinh"). Vào ngày 4 tháng 1 năm 2011, câu lạc bộ đã được chuyển đến tập đoàn Martorano, vào ngày 14 tháng 8 năm 2011, đã bán nó cho Raffaele "Lello" Manfredi.
Vào tháng 6 năm 2012, câu lạc bộ đã được mua lại bởi một tập đoàn được lãnh đạo bởi người quản lý bóng đá nổi tiếng Pietro Lo Monaco, cựu giám đốc điều hành tại câu lạc bộ Serie A Catania và một trong những nhân tố đưa câu lạc bộ vươn lên đỉnh cao trong những năm 2000. Messina đứng thứ 4 ở bảng I và đủ điều kiện tham dự vòng play-off thăng hạng mùa 2011 2011. Nó đã loại Battipagliese với tỷ số 3-1 trong vòng đầu tiên nhưng đã bị Cosenza loại với tỷ số 3-0 ở vòng hai. Messina cuối cùng đã trở thành nhà vô địch của bảng I của Serie D và được thăng cấp lên Lega Pro Seconda Divisione, cấp độ thứ tư của giải đấu Ý. Sau khi giành được danh hiệu Lega Pro Seconda Divisione / B, câu lạc bộ sau đó đã được nhận vào chơi trong mùa giải 2014-15 Lega Pro thống nhất.

#### AC Riunite Messina 1947
Kể từ mùa hè năm 2014, tên mới của câu lạc bộ là Associazioni Calcio Riunite Messina 1947.    Trong mùa 2014*15, câu lạc bộ đã xuống hạng ở Serie D, nhưng đội đã được chuyển đến Lega Pro vì liên quan đến gian lận thể thao. Kể từ mùa hè năm 2015, chủ sở hữu và chủ tịch mới là Natale Stracuzzi. Câu lạc bộ đã không nộp được sự bảo đảm của mình trước hạn chót ngày 5 tháng 7 năm 2017  và đã bị Lega Pro trục xuất. Một câu lạc bộ kế nhiệm, ACR Messina Ssd a rl đã được nhận vào 2017-18 Serie D.

## Đối thủ
Đối thủ lớn nhất của Messina là Reggina, đội bóng nằm trên đất liền, do khoảng cách gần nhau và các trận đấu được gọi là Derby dello Stretto ("Derby of the St Eo") khi Messina và Reggio Calabria bị ngăn cách bởi Eo biển Messina.

## Màu sắc và huy hiệu
Màu sắc của đội là vàng và đỏ.

## Cầu thủ đáng chú ý
- Julio César de León
- La Mã Rezaei
- Salvatore Schillaci
- Arturo Di Napoli
- Christian Riganò
- Demetrio Greco
- Marco Storari
- Alessandro Parisi
- Igor Protti

## Sân vận động

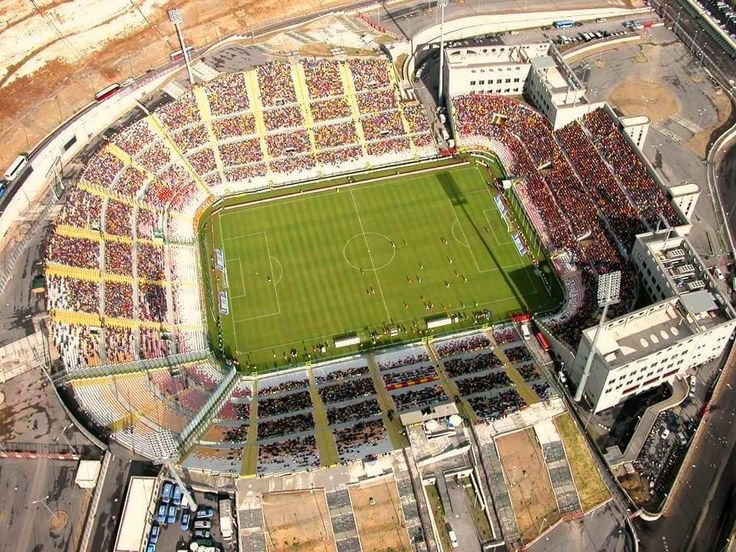
Sân vận động San Filippo.

Câu lạc bộ cũ - Câu lạc bộ bóng đá Messina Peloro đã chơi các trận đấu trên sân nhà của họ trong Stadio Comunale San Filippo mới kể từ mùa giải 2004-05 đến 2008-09. Kể từ mùa giải 20091010 chơi ở đây, đội hiện tại của AC Riunite Messina 1947.
Sức chứa của sân vận động là 37.895 chỗ ngồi. Nó được đặt theo tên của một phần của thành phố nơi nó tọa lạc, nhưng một vài kiến nghị nhằm đổi tên nó theo tên của cựu huấn luyện viên Messina Franco Scoglio hoặc Messina Saint Hannibal Mary Di Francia.
Sân vận động cũ, sân vận động 11.000 chỗ ngồi Stio Comunale Giovanni Celeste, hiện được sử dụng bởi SSD Città di Messina, đội thứ hai của thành phố.

## Danh hiệu
Serie B
- Vô địch: 1962 Ảo63
- Thăng hạng: 2003
- Vô địch: 1949-50, 1985-86
- Á quân: 1946-47, 2000-01

Serie C2
- Nhà vô địch: 1982–83, 1999–00, 2013–14
- Á quân: 1998-99

Serie D
- Nhà vô địch: 1973-74, 2012-13

Campionato Nazionale Dilettanti
- Vô địch: 1997-98
- Á quân: 1995-96

Tôi chia
- Á quân: 1929-30, 1931-32

Giải vô địch Sicilia
- Vô địch: 1924-25

Coppa Federale Siciliana
- Á quân: 1920

Cúp thử thách Whitaker
- Vô địch: 1905, 1906